# Mbote N’Dinga
Mbote N’Dinga , właśc. Mbote Amily N’Dinga (ur. 11 września 1966 w Kinszasie) – piłkarz z Demokratycznej Republiki Konga występujący na pozycji pomocnika.

## Kariera klubowa
N’Dinga karierę rozpoczynał w 1983 roku w klubie AS Vita Club, z którym w tym samym roku zdobył Puchar Zairu. W 1986 roku przeszedł do portugalskiej Vitórii Guimarães. W pierwszej lidze portugalskiej zadebiutował 23 sierpnia 1986 w wygranym 1:0 meczu z Bragą, a 7 września 1986 w zremisowanym 1:1 pojedynku z Varzim SC strzelił swojego pierwszego ligowego gola. W sezonie 1986/1987 wraz z zespołem zajął 3. miejsce w lidze i była to najwyższa pozycja zajęta z Vitórią w trakcie 10-letniej gry dla tego klubu. Łącznie rozegrał tam 285 spotkań i zdobył 16 bramek.
W 1998 roku N’Dinga wrócił do AS Vita Club, z którym w 2001 roku wywalczył Puchar Demokratycznej Republiki Konga. W 2003 roku reprezentował barwy kanadyjskiego BH Toronto i był to jego ostatni klub w karierze.

## Kariera reprezentacyjna
W 1988 roku N’Dinga został powołany do reprezentacji Zairu na Puchar Narodów Afryki, zakończony przez Zair na fazie grupowej. Rozegrał na nim 2 spotkania: z Marokiem (1:1) i Wybrzeżem Kości Słoniowej (1:1).
W 1992 roku ponownie wziął udział w Pucharze Narodów Afryki. Zagrał na nim w meczach z Marokiem (1:1), Kamerunem (1:1) i Nigerią (0:1), a Zair osiągnął ćwierćfinał turnieju.
W 1994 roku po raz trzeci znalazł się w składzie na Puchar Narodów Afryki. Wystąpił na nim w spotkaniach z Mali (1:0), Tunezją (1:1) i Nigerią (0:2), a Zair ponownie odpadł z turnieju w ćwierćfinale.
W 1996 roku po raz czwarty wziął udział w Pucharze Narodów Afryki. Rozegrał na nim 1 spotkanie, z Gabonem (0:2), Zair zaś po raz kolejny zakończył turniej na ćwierćfinale.